# Bataille de Jerusalem Plank Road
Guerre de Sécession
Batailles
Campagne de Richmond-Petersburg
- 1re Petersburg
- 2e Petersburg
- Jerusalem Plank Road
- Raid de Wilson–Kautz
- Stauton River Bridge
- Sappony Church
- 1re Ream's Station
- 1re Deep Bottom
- Cratère
- 2e Deep Bottom
- Globe Tavern
- 2e Ream's Station
- Raid de Beefsteak
- Chaffin's Farm
- Peebles' Farm
- Vaughan Road
- Darbytown & New Market Roads
- Darbytown Road
- Fair Oaks & Darbytown Road
- Boydton Plank Road
- Bataille de Trent's Reach
- Hatcher's Run
- Fort Stedman

La bataille de Jérusalem Plank Road, aussi connue comme la première bataille de Weldon Railroad, s'est déroulée du 21 juin 1864 au 23 juin 1864, près de Petersburg, Virginie. C'est la première d'une série de batailles pendant le siège de Petersburg, visant à étendre le siège de l'Union vers l'ouest et à couper les lignes de chemin de fer ravitaillant Petersburg. Deux corps d'infanterie de l'armée du Potomac de l'Union tentent de couper le chemin de fer, mais sont attaqués et repoussés par le troisième corps de l'armée de Virginie du Nord confédérée, principalement de la division du brigadier généralWilliam Mahone. La bataille indécise laisse le chemin de fer de Weldon temporairement aux mains des confédérés, mais l'armée de l'Union commence à étendre ses fortifications à l'ouest, commençant à augmenter la pression sur le siège.

## Contexte
Après l'échec des assauts contre Petersburg de la semaine précédente pour s'emparer de la ville, le lieutenant général Ulysses S. Grant décide finalement d'un siège de Petersburg, défendu par l'armée de Virginie du Nord du général Robert E. Lee. L'armée du Potomac de l'Union, commandé par le major général George G. Meade (bien que supervisée de près par son supérieur, Grant), se retranche à l'est de la ville, courant de Jérusalem Plank Road (actuellement  U.S. Route 301, Crater Road) jusqu'à la rivière Appomattox.
Le premier objectif de Grant est de sécuriser les trois lignes de chemin de fer restant ouvertes qui servent Petersburg et la capitale de la Confédération, Richmond : le chemin de fer de Richmond et Petersburg ; le chemin de fer du côté sud, qui atteint Lynchburg à l'ouest ; et le chemin de fer de Weldon, appelé aussi le chemin de fer de Petersburg et Weldon, qui mène à Weldon, Caroline du Nord, et  au seul grand port restant de la Confédération, Wilmington, Caroline du Nord. Grant décide un raid de cavalerie en large éventail (le raid de Wilson-Kautz), contre les chemins de fer du côté sud et de Weldon, mais il demande également l'envoi d'une importante unité d'infanterie contre Weldon plus proche de sa position actuelle. Meade sélectionne le II corps, temporairement commandé par le major général David B. Birney alors que le major général Winfield S. Hancock souffre de sa blessure persistante subie à Gettysburg, et le VIe corps, commandé par le major général Horatio G. Wright. Les positions dans les tranchées occupées par ces deux corps doivent être tenues par des unités de l'armée de la James qui seront déplacées de Bermuda Hundred.
Alors que les troupes de l'Union réorganisent leurs lignes le 21 juin, en préparation de leur mission contre le chemin de fer, elles reçoivent un visiteur surprise, le président Abraham Lincoln, qui a navigué et débarqué à City Point, jusqu'au quartier général nouvellement établi de Grant. Il dit à Grant, « j'ai juste pensé que je voulais sauter à bord d'un bateau et venir vous voir. Je ne m'attends pas à ce que je puisse faire quelque chose de bon, et en fait, je crains que je puisse faire du tort, mais je vais juste me mettre sous vos ordres, et si vous me trouvez à faire quelque chose de mal il suffit de me renvoyer tout de suite ». Après avoir discuté de la stratégie avec Grant, Lincoln rend visite à certaines troupes du VIe corps qui participent à la bataille à venir.

## Bataille

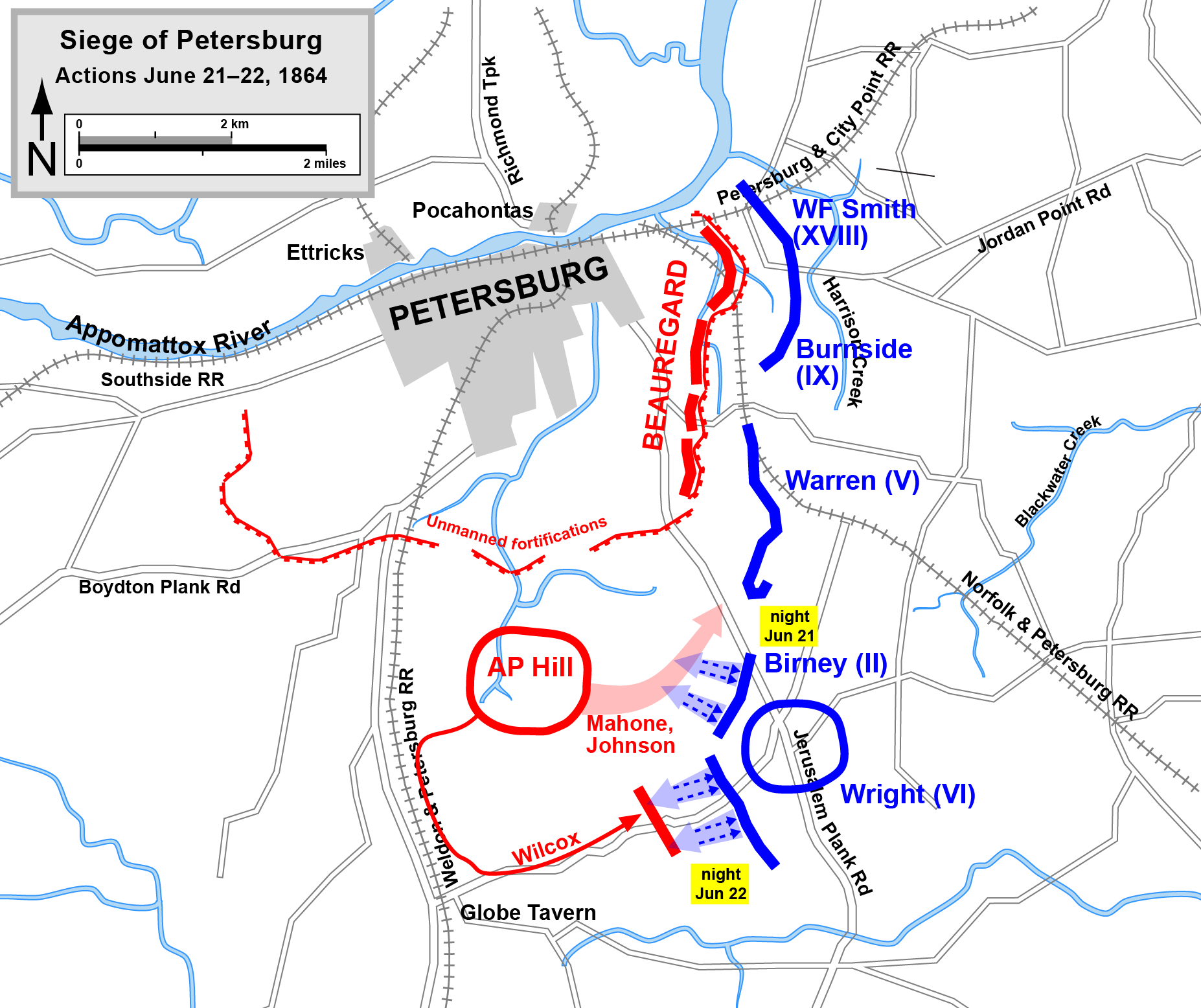
Siège de Petersburg, mouvements contre les chemins de fer et contre-attaque d'A. P. Hill, 21-22 juin
Confederate
Union

Le 21 juin, des éléments du IIe corps explorent vers le chemin de fer et engagent une escarmouche avec la cavalerie confédérée. Le plan d'attaque est que les IIe et VIe corps traverseront la Jerusalem Plank Road, puis pivoteront le nord-ouest à environ 3 kilomètres (2 miles) pour atteindre le chemin de fer. Le terrain difficile - des marais et des bosquets - ralentit leur progression et au matin du 22 juin, un trou se crée entre les deux corps. Alors que le IIe corps commence de pivotement comme prévu, le VIe corps rencontre les troupes confédérées de la division du major général Cadmus Wilcox du corps du lieutenant général A. P. Hill et il commence à se retrancher plutôt qu'avancer. Le brigadier général William Mahone, un autre commandant de division du corps de Hill, fait observer que l'écart entre les deux corps de l'Union s'élargit, en faisant une cible de premier choix.

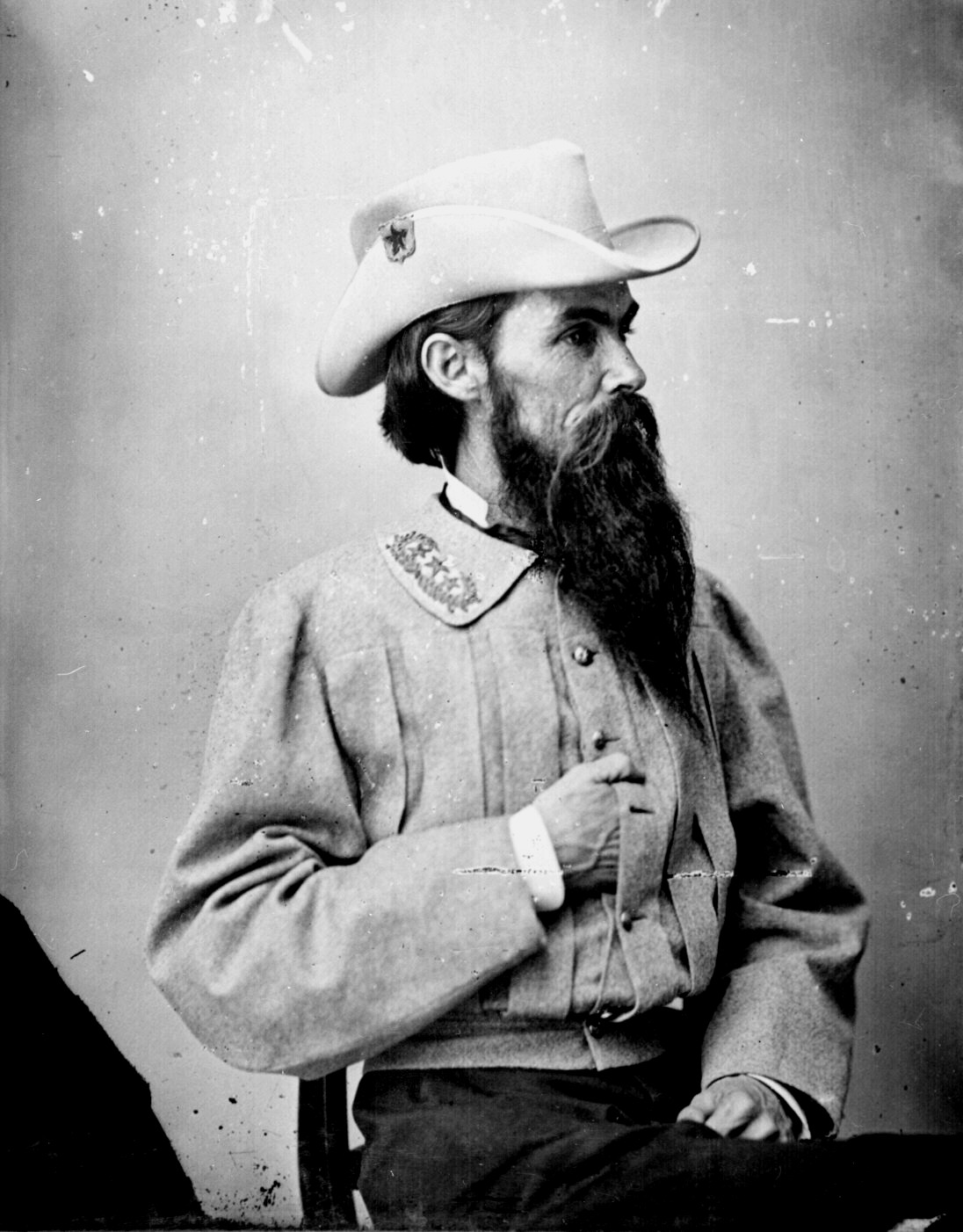
Brigadier général William Mahone

Mahone a été un ingénieur ferroviaire avant la guerre et a fait personnellement des relevés de cette région située au sud de Petersburg, de sorte qu'il est familier avec un ravin qui pourrait être utilisé pour masquer l'approche d'une colonne d'attaque confédérée. Robert E. Lee approuve le plan de Mahone et à 15 heures, le 22 juin 1864, les hommes de Mahone émergent à l'arrière de la division de brigadier général Francis C. Barlow du IIe corps, les prenant par surprise. Un soldat écrit, « L'attaque a été pour les troupes de l'Union plus qu'une surprise. C'était de la stupéfaction ».
Avec un hurlement sauvage qui retentit dans les pins sombres, les hommes de Mahone firent irruption sur le flanc - une volée retentissant, qui court sur tout le front - un courant de feu faiblissant, sous lequel la gauche adverse tomba comme un seul homme, et les vétérans hâlés ont balayé, ralentissant la division de Barlow comme la foudre flétrit les feuilles mortes d'automne.
Le 23 juin, le IIe corps avance pour reprendre son terrain perdu, mais les confédérés se sont retirés, abandonnant les travaux de terrassement ils ont capturé. Sous les ordres du général Meade, le VIe corps envoie une épaisse ligne d'escarmouche après 10 heures du matin dans une deuxième tentative pour atteindre le chemin de fer de Weldon. Les hommes de la 1st Vermont Brigade du brigadier général Lewis A. Grant ont commencé à détruire la voie quand ils sont attaqués par une force plus importante d'infanterie confédérée. De nombreux hommes du Vermont sont faits prisonniers, et seulement 800 mètres (0,5 mile) de rails sont détruits lorsqu'ils sont repoussés. Meade exhorte à plusieurs reprises Horatio G. Wright à aller de l'avant et d'engager l'ennemi, mais Wright refuse de bouger, inquiet que son corps subisse le même revers que le IIe corps de la veille. À 19 heures 35, Meade renonce et dit à Wright, « votre retard a été fatal ». L'aide de Meade, Theodore Lyman, écrit, « en cette circonstance particulière, Wright s'est montré totalement inapte au commandement d'un corps d'armée ».

## Conséquences
Les pertes de l'Union sont de 2 962, celles des confédérés de 572. La bataille n'est pas concluante, avec des avantages acquis dans les deux camps. Les confédérés ont été en mesure de conserver le contrôle du chemin de fer de Weldon. Les fédéraux ont été en mesure de détruire un court segment de la ligne de Weldon avant d'être chassés, mais le plus important, les lignes du siège ont été tendus, plus à l'ouest, une stratégie que Grant continuera jusqu'au printemps 1865. D'autres segments du chemin de fer de Weldon ont été détruits par le raid de Wilson-Kautz et d'autres tomberont dans les mains de à l'armée de l'Union pendant la bataille de Globe Tavern (ou deuxième bataille de Weldon Railroad) en août, bien que Lee pourra l'expédier du ravitaillement par wagon de Weldon où il atteint Stony Creek Station. Au cours d'une expédition du 7-11 décembre, le major général Gouverneur K. Warren détruit un supplément de 26 kilomètres (16 miles) de voie, mettent le chemin de fer de Weldon dans l'incapacité de ravitailler Petersburg.

## Lectures complémentaires
- Cross, David Faris. A Melancholy Affair at the Weldon Railroad: The Vermont Brigade, June 23, 1864. White Mane Publishing Company, 2003.  (ISBN 978-1-57249-332-2).